# Kurianki Pierwsze
Kurianki Pierwsze – wieś w Polsce położona w województwie podlaskim, w powiecie suwalskim, w gminie Raczki.
| SIMC    | Nazwa    | Rodzaj    |
| ------- | -------- | --------- |
| 1013708 | Rospuda  | część wsi |
| 1013737 | Warszawa | część wsi |

W latach 1975–1998 miejscowość administracyjnie należała do województwa suwalskiego.